# Park Narodowy Caparaó

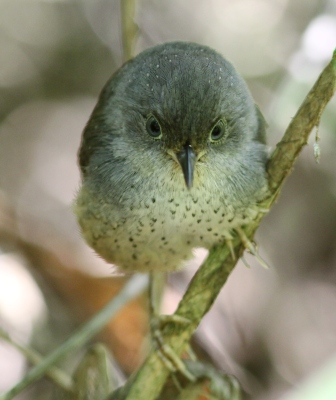
Kropiatek (Psilorhamphus guttatus)

Park Narodowy Caparaó (port. Parque Nacional do Caparaó) – park narodowy w Brazylii położony na granicy stanów Minas Gerais i Espírito Santo. Na jego terenie znajduje się najwyższy szczyt Brazylii – Pico da Bandeira. Został utworzony 24 maja 1961 na mocy dekretu federalnego nr 50646, podpisanego przez prezydenta Jânio Quadrosa. Jest zarządzany przez Instituto Chico Mendes de Conservação da Biodiversidade (ICMBio). Park ma 31 800 ha powierzchni.

## Szczyty
Na terenie parku znajdują się szczyty takie jak:
- Pico da Bandeira – 2892 m n.p.m.
- Pico do Calçado – 2849 m n.p.m.
- Pico do Cristal – 2770 m n.p.m.
- Morro da Cruz do Negro – 2658 m n.p.m.
- Pico da Pedra Roxa – 2649 m n.p.m.
- Pico dos Cabritos ou do Tesouro – 2620 m n.p.m.
- Pico do Tesourinho – 2584 m n.p.m.
- Pedra Menina – 2037 m n.p.m.

Średnia wysokość tego terenu to 997 m n.p.m.
W Parku Narodowym Caparaó występuje klimat zwrotnikowy. Średnia roczna temperatura wynosi 19–22 °C. Rośliny rosnące na terenie parku to ombrofile. Górna granica występowania lasów to 2000 m n.p.m.; powyżej tej linii można napotkać np. bambusy Chusquea pinnifolia.

## Awifauna
BirdLife International w roku 2008 wyznaczyło na terenie parku ostoję ptaków IBA. Za „trigger species” podaje 20 gatunków, z czego jeden jest zagrożony – amazonka pąsowa (Amazona vinacea), a jeden narażony – dzwonnik nagoszyi (Procnias nudicollis). Pozostałe mają status bliskich zagrożenia, jak kropiatek (Psilorhamphus guttatus) i liściowiec białobrewy (Anabacerthia amaurotis), albo najmniejszej troski, jak np. leśnica rudosterna (Drymophila genei) czy melodnik (Castanozoster thoracicus).